# Hennariikka Laaksola
Hennariikka Laaksola (* 1985) ist eine finnische Schauspielerin.

## Leben und Karriere
Laaksola wurde im Jahr 1985 geboren. Ihr Debüt gab sie 2003 in dem Film Espoon viimeinen neitsyt. Anschließend bekam sie 2010 in dem Film Veijarit eine Hauptrolle. Von 2016 bis 2018 spielte sie in der Serie Uusi päivä mit. Außerdem trat sie in Mun ainoot 30 minsaa auf. Unter anderem setzte sie ihre Karriere in Rantabaari fort. 2022 wurde sie für die Serie Kansan vihollinen gecastet.
Zwischen 2019 und 2022 moderierte Laaksola zusammen mit den Schauspielerinnen Amelie Blauberg und Thelma Siberg den Podcast Yhden öjtutja. Februar 2023 startete das Trio seinen neuen Podcast Gaala.
Ihr erstes Kind wurde im Frühjahr 2022 geboren.

## Filmografie
Filme
- 2003: Espoon viimeinen neitsyt
- 2006: Rock’n Roll Never Dies
- 2009: Pihalla
- 2010: Veijarit
- 2012: Härmä
- 2016: Syysprinssi

Serien
- 2005: Laura kaupungissa
- 2013: Mun ainoot 30 minsaa
- 2016–2018: Uusi päivä
- 2019: Joulukalenteri: Tonttuakatemia
- 2021–2023: Rantabaari
- 2022: Kansan vihollinen